# Mas de Torredà

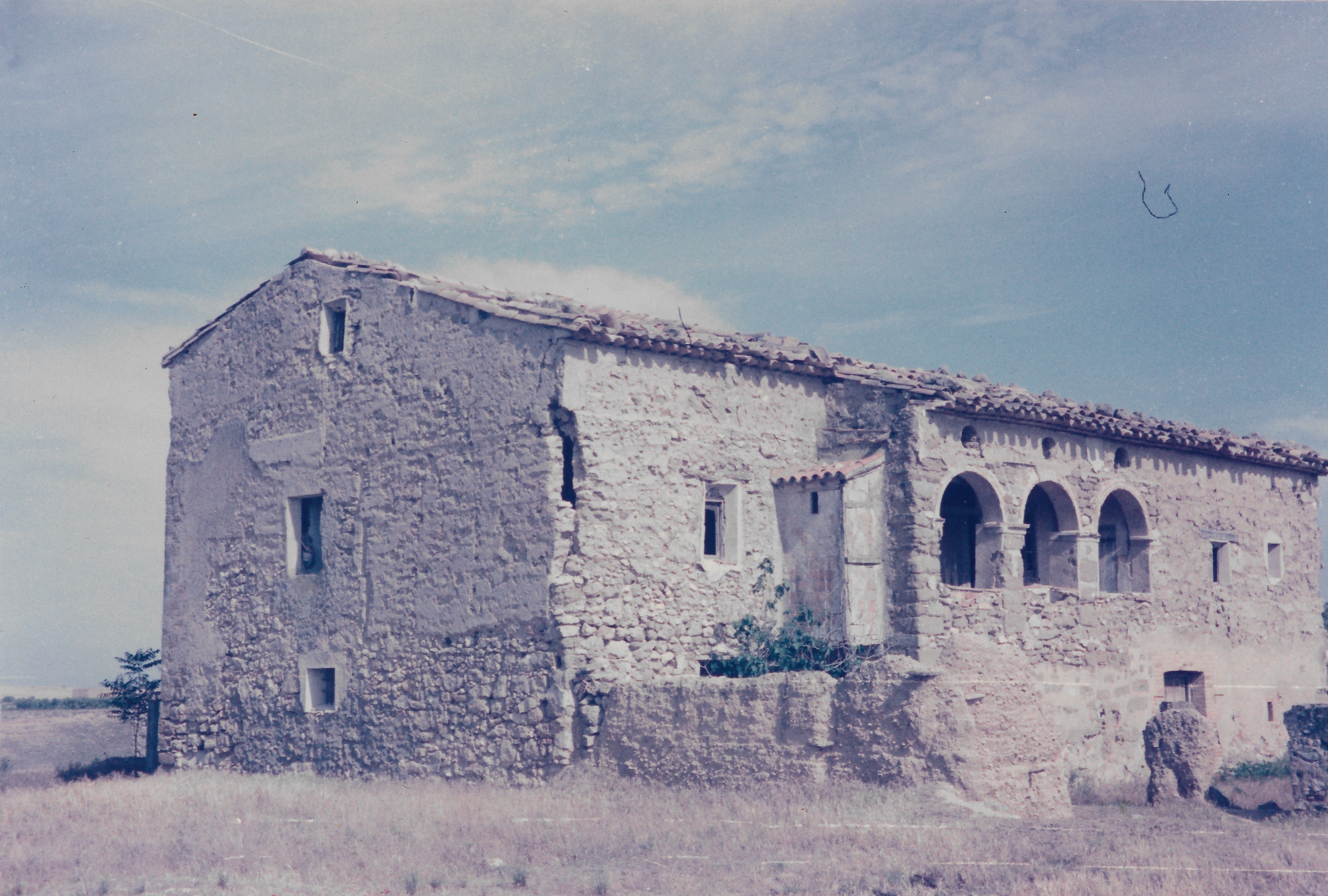
Façana posterior del Mas de Torredà. S'hi poden veure els tres arcs de mig punt.

Mas de Torredà és una masia de Castelló de Farfanya (Noguera) inclosa a l'Inventari del Patrimoni Arquitectònic de Catalunya.

## Descripció
Masia amb diverses dependències, feta de pedra i tapial. Fou una antiga granja del Monestir de Poblet. Fins a finals dels anys vuitanta es va fer servir com a magatzem per les eines del camp. A la casa principal hi destacava una tribuna amb tres arcs de mig punt.
Actualment, la casa ha estat derruïda, restant-ne només l'antic celler excavat a la roca viva, reforçat amb columnes i parets de maons.

## Història
Torredà havia estat un antic terme i important granja del monestir de Poblet, situada al sector sud de Castelló de Farfanya. Existia ja vers el 1180, quan fou assaltada i depredada pels homes d'Almenar. Sabem que llavors tenia un molí hidràulic. Vers el 1414 deixà de ser explotada directament pel monestir; es repartí en parcel·les i se cedí a set masovers. Desaparegué aleshores com a granja.
Vers el 1460 era administrat juntament amb Menàrguens. La jurisdicció del lloc passà el 1778 a la Corona; Poblat tenia la sola percepció de les rendes.
Des de 1835 (a conseqüència de la llei de desamortització) Torredà pertany al municipi de Castelló de Farfanya.
Actualment aquesta casa- al igual que les terres que l'envolten- pertany a uns particulars, mentre que les terres són conreades per uns masovers de Menàrguens. Les dependències existents tan sols eren utilitzades per guardar eines o productes del camp fins a finals dels anys vuitanta, quan l'antiga granja fou enderrocada per construir-hi una casa d'estiueig (veure F.Vilarrúbias: Recull històric de Castelló de Farfanya, pg. 63).